# Тураниди
Туранската раса (тураниди, на английски: Turanid race) е остарял термин, използван през 20 век в общата (физическа) антропология, за да бъдат обозначени представителите на популациите, населяващи Средна Азия и Казахстан. Съвременната обща антропология, на базата познанията на съвременната биология, най-вече генетиката, отхвърля съществуването на отделни човешки раси, но културната антропология и социологията предполагат изследването на понятието раса като социална конструкция, отговаряща на название или самоназвание на определени популации. Тази подраса се е образувала вследствие от смесването на две от основните човешки раси – европеидната и монголоидната раса.

## История на термина
Понятието за тураниди, редом с това за тюрки или тюркски народи е обременено с огромна геополитическа тежест предвид историята на „голямата игра“, чийто епицентър е Средна Азия— територия смятана за прародина или поне за хилядолетно обитавана предимно от тураниди. Антропологически темата се усложнява допълнително при изследване, заради липсата на писмена култура от това време сред тези народи, известни на съвременната история като туранци.
Английският психиатър и етнограф Джон Причард в труда си от 1843 г. „Естествена история на човека“ определя в своята класификация седем основни човешки раси, една от които описва като туранска. След него френския учен Жозеф Деникер в началото на 20 век използва термина „туранска раса“, отнасяйки я в расова група F по негова класификация, чийто основен и определящ я признак е правата коса. След него френския антрополог Монтадон отнася туранците към монголоидната раса.
Немският антрополог Ейкщедт по времето на Третия Райх (1934) в стремежа си да въведе унифицирана номенклатура за представителите на разните етнически и расови групи, въвежда за смесените наставка като окончание на „-иди“. В различие от нордическата раса, окончанието засяга и всички останали депигментирани северноевропейски, централноевропейски и южноевропейски представители (към които спадат и мнозинството немци), обозначавайки ги след разграничаването им като алпиноиди, динароиди, арменоиди и тураноиди. Немският учен поделя тураноидите на две подгрупи – аралиди и памириди (съответно западни от Аралско море и източни от Памир).
В руската антропология тураноидите се обозначават или като урало-алтайски народи или като южносибирска раса.

## Отнасяне на прабългарите към туранците
По анализ на антропологични данни в прабългарски некрополи е установено, че част от тях са били представители на този расов подтип. Класическата българска историография поддържа становището за преобладаващо туранския произход на прабългарите.

## Физически характеристики и белези
- брахицефали (широкоглави, а не дългоглави);
- нискотеменни;
- права брада със средна големина;
- дълго и широко лице;
- дълъг и често изпъкнал нос с висок корен;
- очи с висока орбита и много силно развито зрение през вековете[11].